# 牧月
牧月是法国共和曆的第九个月。它一般（对于某些年份有一两天的差异）对应于格里高利历的5月20日至6月18日，同时它也大致涵盖了太阳穿越黄道十二宫双子座的时期。牧月的前一個月是花月，下一個月是获月。

## 牧月每日的名稱表
1. 苜蓿日
2. 萱草日
3. 三叶草日
4. 当归日
5. 金丝雀日
6. 蜜蜂花日
7. 冬小麦日
8. 头巾百合日
9. 欧百里香日
10. 长柄镰刀日
11. 草莓日
12. 药水苏日
13. 豌豆日
14. 金合欢日
15. 鹌鹑日
16. 石竹日
17. 接骨木日
18. 罂粟日
19. 椴树日
20. 长柄叉日
21. 矢车菊日
22. 洋甘菊日
23. 忍冬日
24. 猪殃殃日
25. 冬穴鱼日
26. 茉莉日
27. 马鞭草日
28. 百里香日
29. 牡丹日
30. 大板车日